# Mark Clattenburg

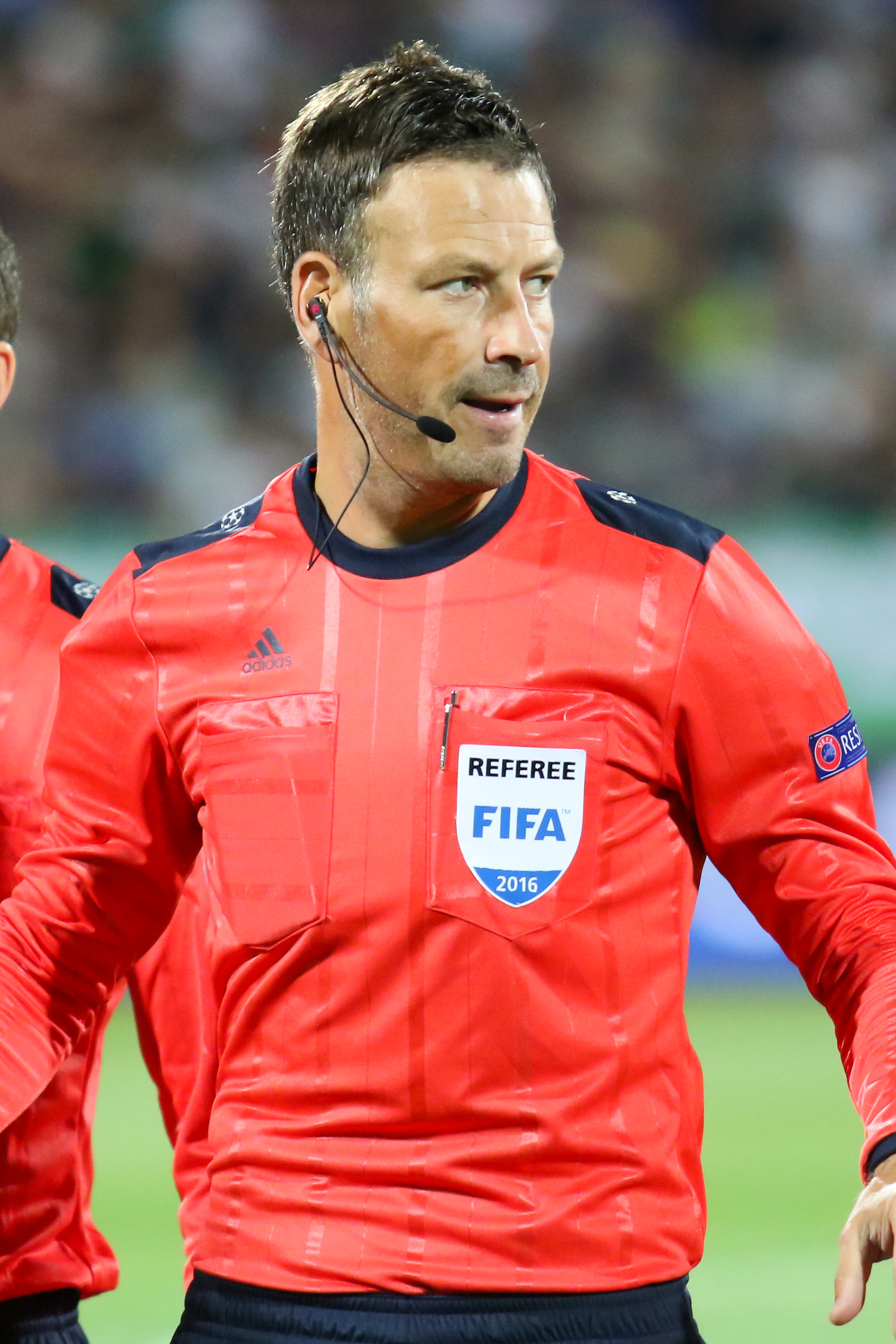
Mark Clattenburg (2016)

Mark Clattenburg (* 13. März 1975 in Consett, County Durham) ist ein englischer Fußballschiedsrichter.

## Karriere
Sein Liga-Debüt gab er am 21. August 2004 und ist seit 2006 FIFA-Schiedsrichter. Am 13. März 2012 leitete er das Champions-League-Rückspiel FC Bayern München gegen den FC Basel. Die FIFA nominierte ihn für die Olympischen Spiele 2012 in seinem Heimatland. Dort wurde er für die Leitung des Finales zwischen Brasilien und Mexiko ausgewählt. Am 1. Mai 2014 sorgte Clattenburg beim Spiel Juventus Turin gegen Benfica Lissabon in der UEFA Europa League für ein Novum, als er die beiden zuvor ausgewechselten Spieler Mirko Vučinić und Lazar Marković mit einer Roten Karte von der Auswechselbank in die Kabine schickte.
Am 28. Mai 2016 leitete Clattenburg das Finale der UEFA Champions League zwischen Real Madrid und Atlético Madrid.
Im gleichen Jahr wurde er von der UEFA als Schiedsrichter für die Fußball-Europameisterschaft 2016 in Frankreich benannt. Dort leitete er zunächst drei Spiele, bevor er auch für die Leitung des Finales zwischen Portugal und Gastgeber Frankreich nominiert wurde.
Am 16. Februar 2017 wurde Clattenburgs Wechsel zum Saudi-Arabischen Fußballverband bekannt, wo er von Howard Webb die Leitung der Schiedsrichterkommission übernimmt und zusätzlich in der Saudi Professional League und King Cup eingesetzt werden kann.

## Turniere

### Einsätze beim olympischen Männerfußballturnier 2012 in London
| Phase         | Datum         | Spielort   | Heimmannschaft | Gastmannschaft | Ergebnis             |
| ------------- | ------------- | ---------- | -------------- | -------------- | -------------------- |
| Gruppenphase  | 29. Juli 2012 | Manchester | Ägypten        | Neuseeland     | 1:1 (1:1)            |
| Viertelfinale | 4. Aug. 2012  | London     | Mexiko         | Senegal        | 4:2 n. V. (2:2, 1:0) |
| Finale        | 11. Aug. 2012 | London     | Brasilien      | Mexiko         | 1:2 (0:1)            |

### Einsätze bei der Fußball-Europameisterschaft 2016 in Frankreich
| Phase        | Datum         | Spielort      | Heimmannschaft | Gastmannschaft | Ergebnis                        |
| ------------ | ------------- | ------------- | -------------- | -------------- | ------------------------------- |
| Gruppenphase | 13. Juni 2016 | Lyon          | Belgien        | Italien        | 0:2 (0:1)                       |
| Gruppenphase | 17. Juni 2016 | Saint-Étienne | Tschechien     | Kroatien       | 2:2 (0:1)                       |
| Achtelfinale | 25. Juni 2016 | Saint-Étienne | Schweiz        | Polen          | 1:1 n. V. (1:1, 0:1), 4:5 i. E. |
| Finale       | 10. Juli 2016 | Saint-Denis   | Portugal       | Frankreich     | 1:0 n. V. (0:0)                 |